# Pazifischer Kabeljau
Der Pazifische Kabeljau (Gadus macrocephalus) ist ein Meeresfisch aus der Familie der Dorsche. Er lebt vor allem in bodennahen Gewässern des nordwestlichen Pazifiks, hauptsächlich im Bereich des Kontinentalschelfs und der Kontinentalhänge in einer Meerestiefe von bis zu 900 Metern. Die Art wird intensiv kommerziell befischt, da sie ein begehrter Speisefisch ist. Der Grönland-Kabeljau gehört molekulargenetisch zur selben Art, Gadus ogac ist heute ein Synonym für G. macrocephalus.
Neben dem Pazifischen Kabeljau gehören zur Gattung Gadus zwei weitere Arten, die für die Fischerei ebenso von großer Bedeutung sind: der Atlantische Kabeljau (Gadus morhua) und der Pazifische Pollack (Gadus chalcogrammus).

## Beschreibung
Die Tiere besitzen drei voneinander getrennte Rückenflossen und eine Bartel am Unterkiefer. Die Individuen erreichen Körperlängen von etwa einem Meter bei einem Gewicht von 15 Kilogramm und bilden im Pazifik große Schwärme. Optisch ähnelt die Art dem Atlantischen Kabeljau (Gadus morhua). 

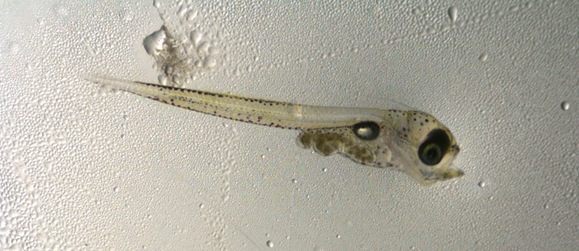
Larve des Pazifischen Kabeljaus
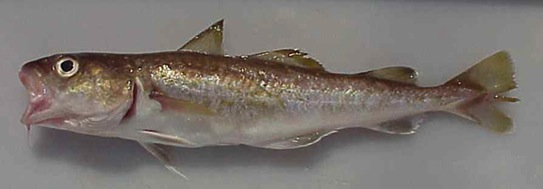
Jungtier der Art
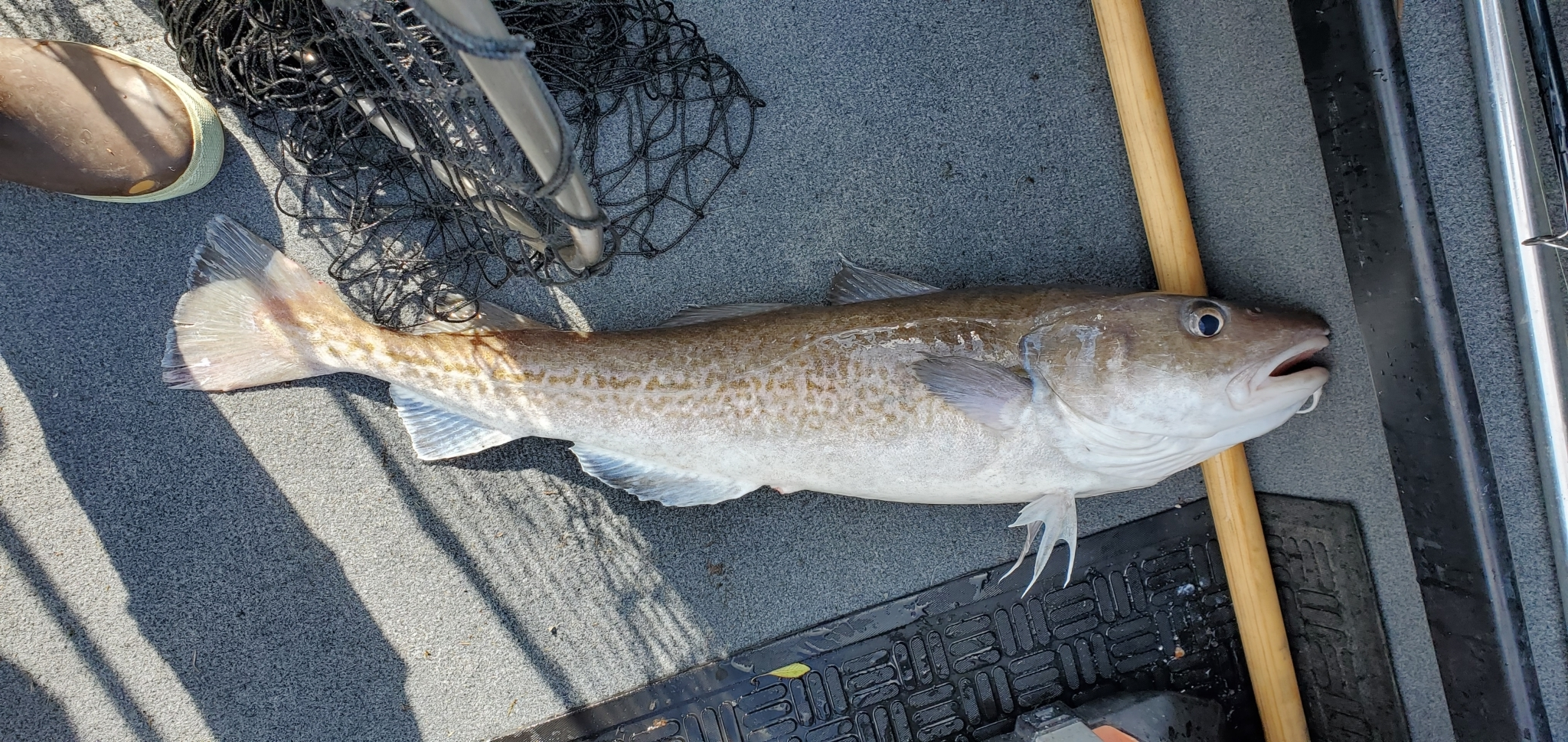
Ausgewachsenes Tier

## Verbreitung
Die bewohnten bodennahen Biotope liegen rund um den nördlichen Pazifik, vom Gelben Meer zur Beringstraße, entlang der Aleuten und südlich bis Los Angeles.
Mit der Synonymisierung von Gadus ogac und Gadus macrocephalus (siehe Grönland-Kabeljau) muss das geografische Verbreitungsareal der Art beträchtlich erweitert werden: Von der östlichen Beaufortsee und östlich über die kanadische Arktis, einschließlich der Boothia-Halbinsel in die Hudson- und James-Buchten und die Hudson-Straße, die gesamte Küste von Labrador und in den St.-Lorenz-Golf, mit der Kap-Breton-Insel, Nova Scotia, als südliche Grenze. Eine isolierte Population lebt im Weißen Meer im Norden des europäischen Teils Russlands.

## Grönland-Kabeljau

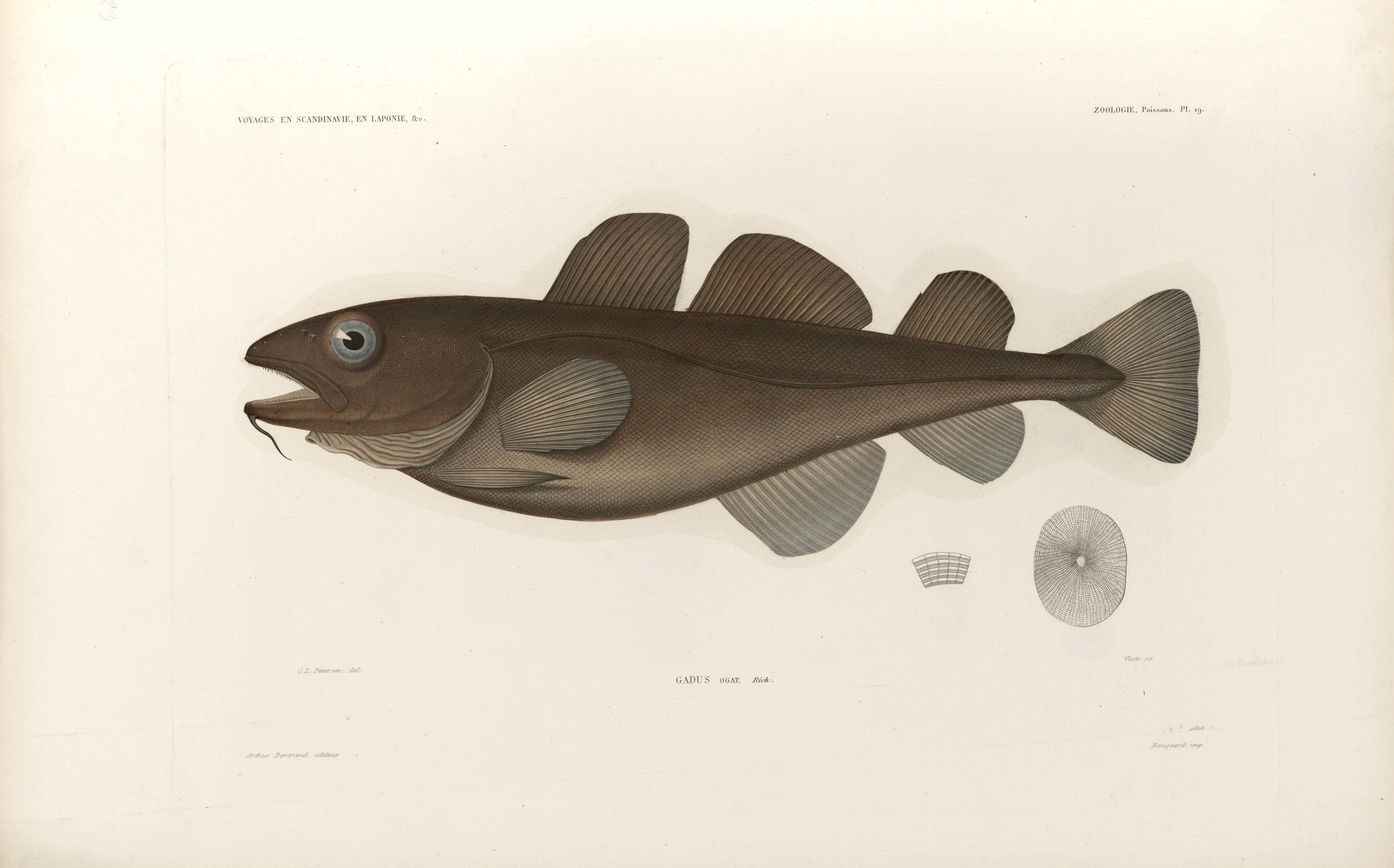
Illustration eines Grönland-Kabeljaus

Bis Anfang des 21. Jahrhunderts wurde der Grönland-Kabeljau als eigene Art der Gadus-Fischfamilie oder als Unterart des Atlantischen Kabeljaus angesehen. Molekulargenetische Untersuchungen aus dem Jahr 1999 ergaben, dass Gadus ogac aus grönländisch-arktischen Gewässern identisch mit dem Pazifischen Kabeljau ist und das Artepitheton damit ein jüngeres Synonym für G. macrocephalus wäre. Gadus ogac wird heute im Integrated Taxonomic Information System (ITIS) und Catalogue of Life nicht mehr als eigene valide Art geführt, sondern als Synonym von G. macrocephalus.
Der Grönland-Kabeljau wird allgemeinsprachlich auch Grönland-Dorsch oder Fjord-Dorsch und in Grönland Uugaq oder Uuaq genannt.
Der Grönland-Kabeljau ist kleiner als seine Artgenossen aus dem Pazifik: Er wird für gewöhnlich 60 cm lang, die Maximallänge liegt bei 77 cm. Die Population im Weißen Meer bleibt noch kleiner. Die Fische sind dunkel gefärbt mit einer helleren Bauchseite. Einige undeutliche Punkte finden sich auf den Körperseiten und auf dem Rücken. Das Peritoneum ist dunkel. Der Kopf ist relativ breit, der Abstand zwischen den Augen liegt bei 18 bis 25 % der Kopflänge.
Der Grönland-Kabeljau bildet keine Schwärme und lebt meistens nahe den Küsten von der Meeresoberfläche bis in Tiefen von 200 Metern. Nur selten findet man die Art auf hoher See oder in tieferem Wasser. Sie toleriert Brackwasser, bisher wurde aber nicht beobachtet, dass sie auch in Süßgewässern hineinschwimmt. Der Grönland-Kabeljau wird mit einem Alter von drei bis vier Jahren geschlechtsreif. Die Fische laichen in flachem Wasser von Februar bis Mai. Nach dem Ablaichen sinken die Eier zu Boden. Der Grönland-Kabeljau frisst Stinte, kleine Plattfische, Polardorsche, Garnelen, Krabben, Krill, Kopffüßer, Borstenwürmer und Stachelhäuter. Das maximale Lebensalter der Fische liegt bei 9 bis 11 Jahren.

## Nutzung als Speisefisch

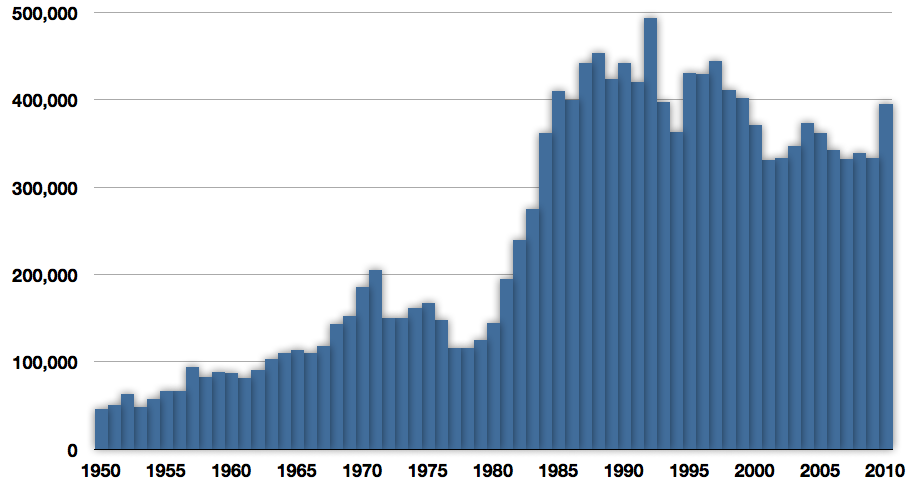
Weltweit der FAO gemeldete Fänge an Pazifischem Kabeljau von 1950 bis 2010

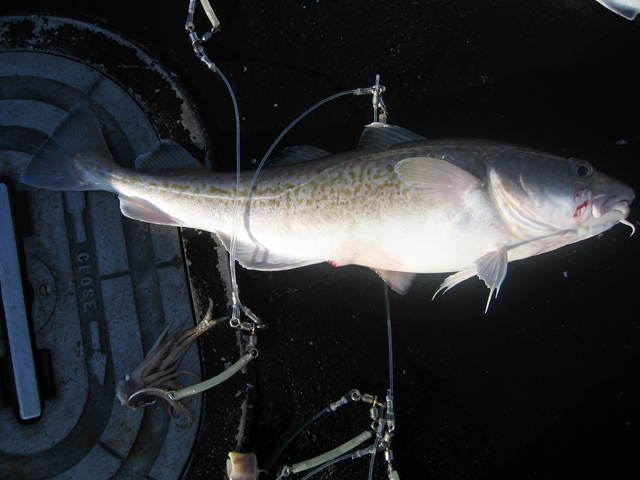
Angelerfolg: ein ausgewachsener Kabeljau am Boot

Wie die anderen beiden Gadus-Arten, Gadus morhua und Gadus chalcogrammus, ist auch der Pazifische Kabeljau ein beliebter Speisefisch und von fischereiwirtschaftlicher Bedeutung.
Im nordwestlichen Pazifik durch US-amerikanische Fischer angelandete Fänge an Pazifischem Kabeljau wuchsen von weniger als 1.000 Tonnen im Jahr 1979 auf fast 91.000 Tonnen im Jahr 1984 und kulminierten bei 430.196 Tonnen im Jahr 1995. Heutzutage gibt es strikte Fangquoten, die auf unterschiedliche Fischereimethoden (wie Grundschleppnetze und Angelei bzw. Langleinen) differenziert angerechnet werden.

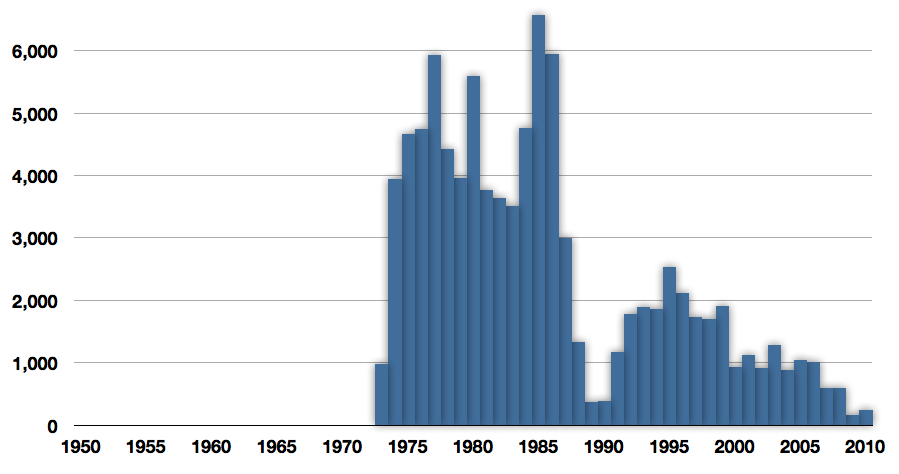
Fangstatistik für den Grönland-Kabeljau

Gewertet als eigene (Sub-)Spezies ist der Grönland-Kabeljau fischereiwirtschaftlich nur von lokaler Bedeutung. Die Fänge erreichten um 1985 einen Maximalwert von über 5000 Tonnen und sind seitdem stark gesunken.

## Bedrohung und Schutz
Die Population der Salish Sea wird vom National Marine Fisheries Service aufgrund von Befürchtungen möglicher Gefahren beobachtet (es handelt sich um eine sog. Species of concern), doch liegen der National Oceanic and Atmospheric Administration (NOAA) zu wenig Informationen für eine Schutz-Einstufung nach US-amerikanischen Artenschutzgesetzen (Endangered Species Act) vor.

## Belege
1. 1 2 3  Catalogue of Life: Gadus macrocephalus.
2. 1 2  FAO Fisheries & Aquaculture - Species Fact Sheets Gadus macrocephalus (Tilesius, 1810). Abgerufen am 24. Januar 2016 (englisch).
3. ↑  S. M. Carr, D. S. Kivlichan, P. Pepin, D. C. Crutcher: Molecular systematics of gadid fishes: Implications for the biogeographic origins of Pacific species. In: Canadian Journal of Zoology. 77. Jahrgang, 1999, S. 19–26, doi:10.1139/z98-194.
4. 1 2  Cohen, D.M.; Inada.T.; Iwamoto, T.; Scialabba, N. (1990): Gadiform fishes of the world (Order Gadiformes). An annotated and illustrated catalogue of cods, hakes, grenadiers and other gadiform fishes known to date. In: FAO Fisheries Synopsis. No. 125, Vol. 10. Rom: FAO. ISBN 92-5-102890-7, S. 47–48.
5. ↑  Species of Concern der NOAA